# Туркало Костянтин Тимофійович
Кость (Костянти́н Тимофі́йович) Ту́ркало  (21 серпня 1892, Немиринці Проскурівського повіту Подільської губернії, нині Городоцький району Хмельницької області — 17 жовтня 1979, Нью-Йорк) — український громадсько-політичний діяч, інженер-хімік, публіцист, мемуарист. Батько Ярослава Туркала. Після Другої світової війни — на еміграції у США.

## Життєпис
Народився в родині православного священика Тимофія Туркала 21 серпня 1892 у селі Немиринці (нині Хмельницька область).
У Кам'янці-Подільському закінчив духовне училище, 1911 року — Подільську духовну семінарію. 1911 став студентом Київського політехнічного інституту, який закінчив уже за більшовиків.
Член Української Центральної Ради (1917–1918), науковий працівник ВУАН і редактор технічного відділу Інституту української наукової мови (1922–1929). Працював також викладачем української мови у школі військових старшин.
Кілька разів був заарештований большевицькою владою, на процесі СВУ (1930) засуджений до 3 років суворої ізоляції (умовно). З 1943 на еміграції, з 1949 у США.
Співавтор (із Володимиром Фаворським) «Словника технічної термінології комунального господарства» (1928); написав автобіографічні нариси «Тортури» (1963), «Спогади» (1978); статті на мовні, політичні і громадські теми (серед інших про Спілку визволення України).
Сини Зіновій і Ярослав.
Помер 17 жовтня 1979 р. у Нью-Йорку.

## Творчість
Автор статей, автобіографічного нарису «Тортури» (1963), «Спогадів» (1977).